# إريكا هولست
إريكا هولست (بالسويدية: Erika Holst)‏ هي لاعبة هوكي الجليد سويدية، ولدت في 8 أبريل 1979 في فاربيرغ في السويد.

## وصلات خارجية
- إريكا هولست على موقع EliteProspects.com (الإنجليزية)
- إريكا هولست على موقع Eurohockey.com (الإنجليزية)
- إريكا هولست على موقع أوليمبيديا (الإنجليزية)
- إريكا هولست على موقع اللجنة الأولمبية السويدية (السويدية)
- إريكا هولست على موقع IMDb (الإنجليزية)